# عظائيات سميكة الرأس
عظائيات سميكة الرأس (الاسم العلمي: †Pachycephalosauria) هي رتيبة منقرضة من الزواحف تنتمي لرتبة طيريات الورك.

## نزاع حول تناطح الديناصورات وإصابات الجمجمة
تتمثل الإجابة الأكثر شيوعًا في أن تلك الديناصورات كانت تستخدم جمجمتها كمدقات، إذ ينطح أحدها الآخر برأسه صراعًا على زوج أو منطقة أو كليهما. فكان من شأن تلك القبة أن تحمي جمجمتها أثناء تلك الصدامات. إلا أنه ثمة خبراء آخرون في الديناصورات — مثل مارك جودوين وجاك هورنر — ذهبوا إلى أن تلك القبة أكثر هشاشة من أن تُستخدم في التناطح. ورأوا في المقابل أنها كانت تُستخدم لوحةً دعائية. فتلك القبة ساعدت الباكيسيفالوصورات على التعرف على أفراد نوعها؛ بل ربما كانت ذات ألوان زاهية أو حتى منقوشة حتى تجتذب الجنس الآخر.
ويشوب فكرة اللوحة الدعائية بدورها بعض المشكلات؛ إذ يشير ناقدوها إلى أن تلك القباب متشابهة إلى حد كبير لدى شتى أنواع الباكيسيفالوصورات، ويتغير شكلها جذريًّا مع نمو الديناصور. فهي على الأرجح لا تصلح شارةً لتحديد الهوية.
هياكل عظمية للباكيسيفالوصور.
وقد تطرَّق بيترسون لذلك النقاش من زاوية جديدة. فقد ألهمته عينة من هيكل الباكيسيفالوصور بمتحف بيربي للتاريخ الطبيعي في روكفورد بإيلينوي، شَابَ سطحَ جمجمتها انبعاجاتٌ كبيرة. فهل تكون تلك الانبعاجات ناجمة عن الاصطدام بباكيسيفالوصور آخر؟ يقول بيترسون: «لم يُلْقِ أحد بالًا لها حتى بدأنا نفكر في مدى شيوع ذلك النوع من العلامات.»
فقضى بيترسون خمسة أعوام بالتعاون مع كولين ديشلر ونيكولاس لونجريتش في دراسة القبة أعلى رأس 109 باكيسيفالوصور من أكثر من 14 نوعًا، بحثًا عن تشوهات. فوجد منها الكثير، بما في ذلك كسور التأمت بعد حدوثها، وأسطح سميكة غير مستوية تشير إلى حدوث عدوى والتهاب في الماضي. ودُهِش إذ وجد أن 22 في المائة من القباب لدى 9 أنواع بدت عليها علامات الإصابة. فقال بيترسون: «تلك نسبة تفوق كثيرًا ما توقعناه.»
إصابات الجمجمة في القباب أعلى رأس الباكيسيفالوصور.
وقد لاحظ علماء حفريات آخرون تلك العلامات من قبل. فيقول آندي فارك من متحف رايموند إم آلف للحفريات: «لطالما افترض كثيرون — وأنا منهم — أنها ناتجة عن عوامل التعرية بعد وفاة الديناصور.» فكان يقصد — على سبيل المثال — أنه ربما تكون حصوات في جدول ماء قد أحدثت ندبات بالجمجمة، أو أن تكون الديدان آكلة العظم أتلفتها. وأردف قائلًا: «وقد أثبتت الدراسة الجديدة على نحو مقنع إلى حد كبير عدم صحة ذلك الافتراض، فتلك علامات حدثت في حياة هذه الديناصورات.» (فارك نفسه استخدم شكل انبعاجات العظم المتكونة في جمجمة ديناصورات التريسراتبس ليثبت أن تلك الديناصورات الشهيرة كانت تشتبك بقرونها أثناء القتال.)
فلو كانت جمجمة الباكيسيفالوصور تعرَّضت لعوامل تعرية طبيعية، لكانت زاخرة بالثقوب. إلا أن ثلثي الإصابات واقع في العظمة الأمامية بسطح الجمجمة، وهي المنطقة التي يُتوقع أن تكون الأكثر تعرضًا للصدمات إبان التناطح بالرءوس. فيشير ذلك بقوة إلى أن تلك الديناصورات كانت تتناطح بالفعل. فيقول فارك: «قد نعمد إلى المراوغة فيما يتعلق بمدى قوة حجة التناطح بالرءوس، ولكني واثق إلى حد كبير من أن تلك الجمجمة لم تكن مظهرًا فحسب.»
الأوضاع القتالية المحتملة للباكيسيفالوصور. من أعلى ومن أسفل ومن اليسار ومن اليمين، ويقف في النهاية المنتصر.
ثمة أنواع كثيرة من الباكيسيفالوصور تعاني من تلك الإصابات، بالرغم من تواجدها في عصور مختلفة وتباين أشكال القبة التي تزيِّن رأسها، مما يشير إلى أن تلك المجموعة بأكملها كانت عبارة عن سلالة من الناطحين. ولم تظهر آثار الإصابة إلا على العينات ذات القباب المكتملة. أما الجماجم ذات القباب الأكثر تسطحًا — التي يظن بيترسون أنها كانت تخص الإناث أو الصغار — فكانت خالية من الإصابات. فيشير ذلك ضمنيًّا إلى أنه — على غرار الماعز والماشية في العصر الحديث — كان التناطح مقصورًا على الذكور.
والحقيقة أن بيترسون وجد سندًا أقوى لفكرة التناطح بالرءوس حين نظر إلى ثدييات العصر الحديث. فالماعز — التي عادةً ما تضرب بعضها على الخاصرة — عادةً ما يكون لديها إصابات في ضلوعها وعمودها الفقري. والثيران الأمريكية (البيسون) — التي تشتبك برءوسها وتدفع بعضها — تعاني من خليط من الإصابات في الرأس والعمود الفقري. إلا أن الخراف — التي تتناطح بالرأس «فعلًا» — تعاني من إصابات الرأس بالأساس على غرار الباكيسيفالوصورات.
إلا أن تلك المقارنة يشوبها قصور طفيف؛ فنحن ليس لدينا هياكل عظمية كثيرة للباكيسيفالوصورات. فيمكن العثور على جمجمتها بسهولة، ولكن يتعذر معرفة ما إذا كانت تعاني من الإصابات ذاتها في الضلوع والعمود الفقري مثل البيسون أو الماعز. يقول فارك: «لكم أود أن ألقي نظرة على الإصابات التي تعرض لها بقية جسد الباكيسيفالوصور. فأنا لست مقتنعًا تمامًا بأن التناطح بالرءوس كان يجري قطعًا لدى تلك الديناصورات، وأتساءل في نفسي عما إذا كانت تنطح الخاصرة بالأساس.»
بل إن هورنر أقل اقتناعًا منه. فاستنادًا إلى تحليله الخاص يقول: إن البنية الداخلية للقبة وأنسجة العظام مختلفة تمامًا عن نظيرتها لدى الحيوانات الحديثة المتناطحة. ويقول: «يشير ذلك إلى أن الباكيسيفالوصورات لم يكن بإمكانها التناطح بالرءوس سوى مرة واحدة، ومن المرجح أن تقتلها الصدمة.»
أما بيترسون فيقر بأن العظام التي تحويها القباب مختلفة عن أي شيء تمتلكه الحيوانات الحية. فقد قال: «ببساطة، القبة عجيبة لا أكثر ولا أقل!» إلا أنه أشار إلى عمل أجراه إريك سنيفلي من جامعة أوهايو، إذ فحص عدة قباب بدقة وعرَّضها لاختبارات التصادم الافتراضية ذاتها التي يجريها المهندسون على السيارات. وكانت النتيجة التي توصل إليها هي أن «تلك القباب قادرة على تحمل ضربات قوية».
وقد قال إنه اتفق مع هورنر على ألا يتفقا. فيقول: «في النهاية، لن يكون بمقدورنا أبدًا أن نعرف فيمَ استخدمت الباكيسيفالوصورات قبتها العجيبة، إذ إنه من البادي للعيان أننا لا يمكننا مراقبة سلوكها على نحو مباشر.»
فإذا كانت تلك القبة تُستخدَم في النطح حقًّا، فيمكن أن تكون استُخدمت على سبيل اللوحات الدعائية أيضًا. فعلى أي حال، إن الأسلحة البارزة مثل القرون تمثل بطبيعتها دعاية جيدة أيضًا لقوة الفرد وحيويته. ويقول بيترسون في ذلك: «أظن فكرة استخدام القبة باعتبارها بنيةً مظهرية محتملة للغاية. فالبنية المظهرية عظيمة الفائدة في التعبير عن مدى قوة الحيوان … ولكنه أحيانًا يحتاج إلى دعم ذلك المظهر.»

## اقرأ أيضاً
- ستيغوسيراس
- جيجانتورابتور
- باريونيكس